# Rombikuboktaéder

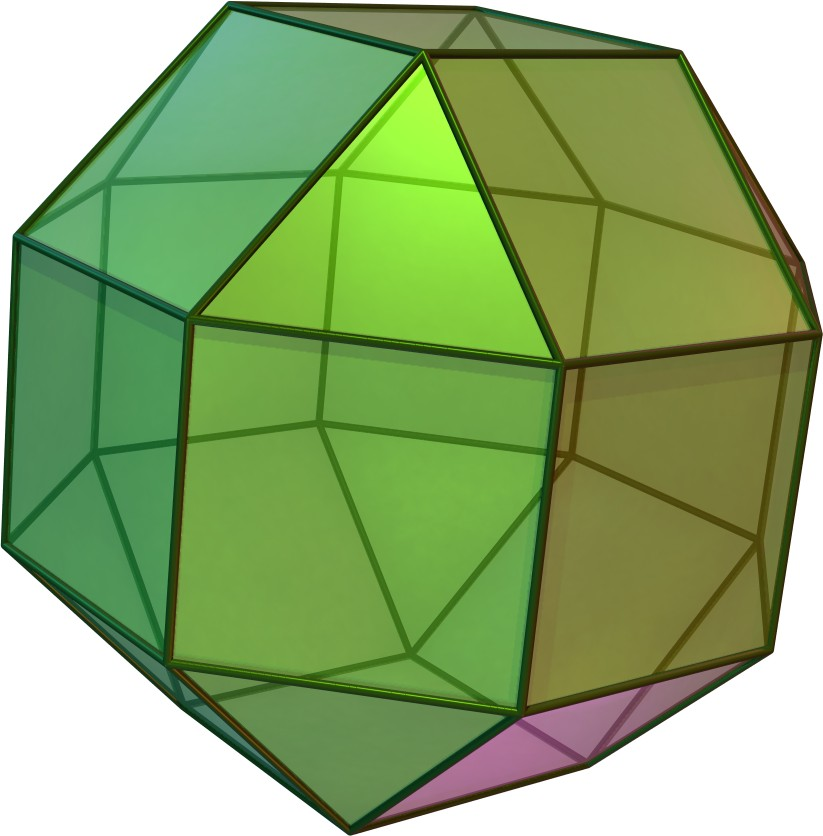
Rombikuboktaéder

A rombikuboktaéder a tizenhárom lehetséges félig szabályos poliéder (más néven arkhimédészi test) egyike. 26 lapjából 18 négyzet és 8 szabályos háromszög. 24 csúcsa és 48 éle van.
A Rubik-kígyó játék összehajtogatott alakban rombikuboktaédert formáz.

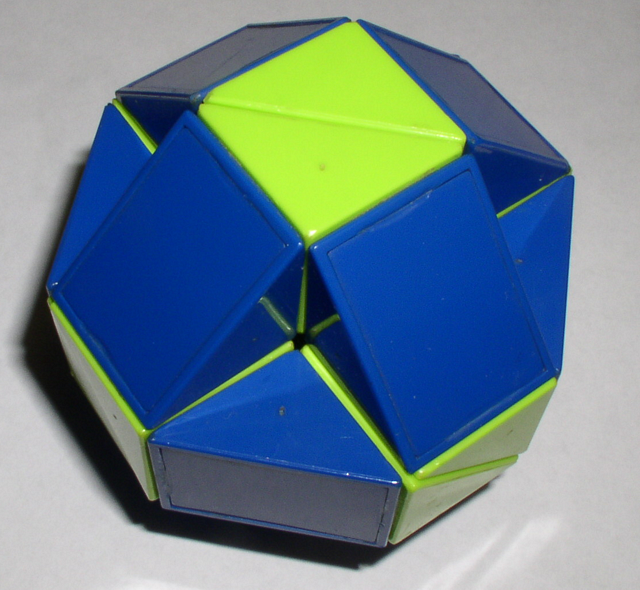
Rubik-kígyó

## Felszín és térfogat
Egy a élhosszúságú rombikuboktaéder A felszíne és V térfogata a következőképpen számolható ki:
{\displaystyle {\begin{aligned}A&=\left(18+2{\sqrt {3}}\right)a^{2}&&\approx 21,464\,1016a^{2}\\V&={\frac {12+10{\sqrt {2}}}{3}}a^{3}&&\approx 8,714\,045\,21a^{3}.\end{aligned}}}